# Ле-Мерьо
Ле-Мерьо́ (фр. Le Mériot) — коммуна во Франции, находится в регионе Шампань — Арденны. Департамент — Об. Входит в состав кантона Ножан-сюр-Сен. Округ коммуны — Ножан-сюр-Сен.
Код INSEE коммуны — 10231.
Коммуна расположена приблизительно в 90 км к юго-востоку от Парижа, в 85 км юго-западнее Шалон-ан-Шампани, в 55 км к северо-западу от Труа.

## Население
Население коммуны на 2008 год составляло 566 человек.
| 1962 | 1968 | 1975 | 1982 | 1990 | 1999 | 2008 |
| ---- | ---- | ---- | ---- | ---- | ---- | ---- |
| 314  | 325  | 339  | 356  | 417  | 495  | 566  |

## Экономика

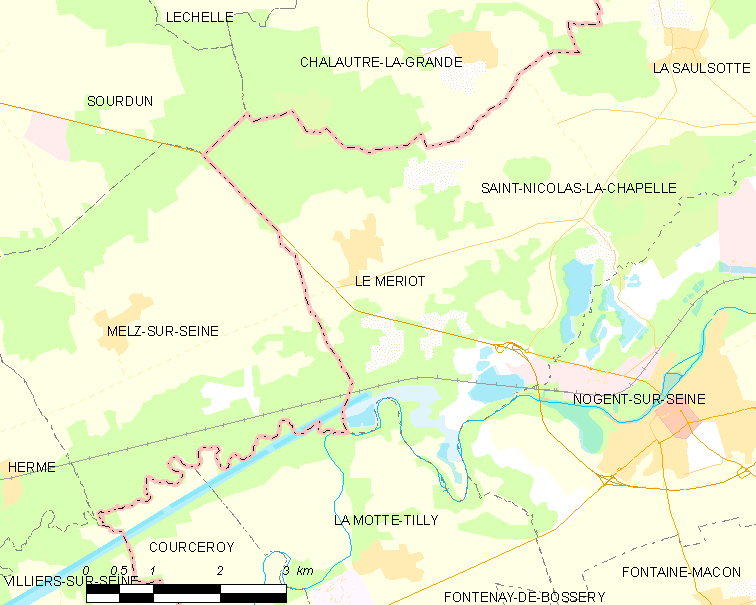
Карта коммуны

В 2007 году среди 350 человек в трудоспособном возрасте (15—64 лет) 279 были экономически активными, 71 — неактивными (показатель активности — 79,7 %, в 1999 году было 73,5 %). Из 279 активных работали 257 человек (142 мужчины и 115 женщин), безработных было 22 (8 мужчин и 14 женщин). Среди 71 неактивных 24 человека были учениками или студентами, 23 — пенсионерами, 24 были неактивными по другим причинам.

## Достопримечательности
- Мосты на бывшей королевской дороге Париж — Базель (XVIII век). Памятник истории с 1996 года[3]
- Мосты и оборонительный вал замка Жайак (XVII век). Памятник истории с 1996 года[4]